# Ервейський арлекін
Ервейський арлекін (Osornophryne percrassa) — вид жаб, ендемік Колумбії.
Свою назву отримав від містечка Ервео. Мешкає на вологих тропічних і субтропічних гірських луках. Зараз знаходиться під загрозою вимирання через втрату місць проживання.